# Supercupen
De Supercupen was een voetbalwedstrijd in Zweden die werd gespeeld tussen de regerend landskampioen en de bekerwinnaar bij de mannen en tussen de landskampioen en de bekerwinnaar bij de vrouwen. Ingeval dat de dubbel werd behaald nam de nummer twee van de competitie de plaats van de bekerwinnaar in. Door de mannen werd hij gespeeld van 2007-2015, door de vrouwen van 2007-2016. Door gebrek aan publieke belangstelling werden de wedstrijden niet meer georganiseerd door de Zweedse voetbalbond. De wedstrijd werd gezien als de start van het nieuwe Zweedse voetbalseizoen.

## Mannen
vetgezet team is de Supercupwinnaar.
* = plaatsvervanger, nummer 2 competitie
| Datum            | Locatie          | Landskampioen   | Uitslag      | Bekerwinnaar    |
| ---------------- | ---------------- | --------------- | ------------ | --------------- |
| 31 maart 2007    | Borås Arena      | IF Elfsborg     | 1–0          | Helsingborgs IF |
| 2 maart 2008     | Ullevi           | IFK Göteborg    | 3–1          | Kalmar FF       |
| 21 maart 2009    | Fredriksskans IP | Kalmar FF       | 1–0          | IFK Göteborg    |
| 6 maart 2010     | Råsundastadion   | AIK             | 1–0          | IFK Göteborg *  |
| 19 maart 2011    | Swedbankstadion  | Malmö FF        | 1–2          | Helsingborgs IF |
| 24 maart 2012    | Oympia           | Helsingborgs IF | 2–0          | AIK *           |
| 10 november 2013 | Swedbankstadion  | Malmö FF        | 3–2          | IFK Göteborg    |
| 9 november 2014  | Malmö Stadion    | Malmö FF        | 2–2 ns (5-4) | IF Elfsborg     |
| 8 november 2015  | Nya Parken       | IFK Norrköping  | 3–0          | IFK Göteborg    |

### Overwinningen
| Titels | Club                                                      |
| ------ | --------------------------------------------------------- |
| 002    | Helsingborgs IF, Malmö FF                                 |
| 001    | AIK, IF Elfsborg, IFK Göteborg, Kalmar FF, IFK Norrköping |

## Vrouwen
vetgezet team is de Supercupwinnaar.
* = plaatsvervanger, nummer 2 competitie
| Datum                                           | Locatie        | Landskampioen | Uitslag    | Bekerwinnaar            |
| ----------------------------------------------- | -------------- | ------------- | ---------- | ----------------------- |
| 1 april 2007                                    | Norrköpings IP | Umeå IK       | 3–1        | Linköpings FC           |
| 24 maart 2008                                   | Gammliavallen  | Umeå IK       | 3–0        | Djurgårdens IF *        |
| 22 maart 2009                                   | Gammliavallen  | Umeå IK       | 0–1        | Linköpings FC           |
| 21 maart 2010                                   | Nya Parken     | Linköpings FC | 2–0        | Umeå IK *               |
| 27 maart 2011                                   | Malmö IP       | LdB Mamö      | 2–1        | KIF Örebro              |
| 25 maart 2012                                   | Malmö IP       | LdB Mamö      | 2–1        | Kopparbergs/Göteborg FC |
| 1 april 2013                                    | Tyresövallen   | Tyresö FF     | 2–2 ns (?) | Kopparbergs/Göteborg FC |
| geen supercup i.v.m. wijziging competitie opzet |                |               |            |                         |
| 15 maart 2015                                   | Malmö IP       | FC Rosengård  | 1–0        | Linköpings FC           |
| 16 maart 2016                                   | Malmö IP       | FC Rosengård  | 2–1        | Linköpings FC           |

### Overwinningen
| Titels | Club                               |
| ------ | ---------------------------------- |
| 004    | FC Rosengård (inclusief LdB Malmö) |
| 002    | Linköpings FC, Umeå IK             |
| 001    | Kopparbergs/Göteborg FC            |